# 上帝已死
「上帝已死」是德國哲學家尼采的一句名言，此句在尼采《快樂的科學》一書中出現了三次，後來又在其名作《查拉圖斯特拉如是說》中出現。「上帝已死」是尼采常被誤解的名言。

## 解釋
「上帝已死」並非是字面上解讀的尼采相信一開始實際存在一名上帝，而後來死了。相對地他想表達的是上帝已不再是生命意義的來源或是道德圭臬。尼采認為上帝的死所帶來的崩解即是現存的道德假設：「當一個人放棄基督信仰時，他就把基督教的道德觀從自己腳下抽出來了。這種道德觀絕非不證自明......當一個人打破了信仰上帝這項基督教化，就等於打破了一切：一個人的手中必然空虛。」這也是為何在「The Madman」中，有一個段落主要致予非有神論（特別是無神論）者，其問題在於要保留任何非神性的價值觀體系。
上帝之死是說明人類再不能相信這種宇宙秩序的方法，因為他們無法識別這種秩序是否真正存在。尼采認為「上帝已死」，不單對人對宇宙或物質秩序失去信心，更令人否定絕對價值——不再相信一種客觀而且普世地存在的道德法律，把每個個體都包括在內。這種絕對道德觀的失去，就是虛無主義的開端。這種虛無主義令尼采盡其努力去找出重估人類基本價值的方法，即比基督教價值更深入的宇宙觀。
尼采相信，大部份人都不認同（或拒絕認識）「上帝已死」這種觀念，因為他們內心深處都有深層的恐懼或憤怒。所以，當這種虛無被廣泛認識時，他們會覺得十分痛苦，然後虛無主義變得猖獗，而且相對主義會在人類社會中成為法律——所有事物都是被許可的。這是尼采認為基督教相當虛無的部份原因。對尼采而言，虛無主義是所有理想化了的哲學體系的必然後果，因為所有理想主義都有像基督教道德。

### 新的可能
尼采相信，人類沒有了上帝，依然可以找到正面的可能性。放棄了對上帝的信仰為人類發展自己的創作能力開了第一道門戶。基督教的神常有隨意的命令和禁令，但衪已經無法左右人類，所以人可以放棄向超自然的力量尋求協助，而去認識這個世界的新一套價值。承認「上帝已死」就像一塊空敞的大帆布一般。這是成為全新的、不同於以往的，更創新的東西的自由——這種自由並不包括接受過去的包袱。
尼采利用了茫茫大海作為比喻。那些學會為自己創造新生的人代表了人類的新階段，就是超人——它指某些透過駕馭自己的虛無主義而成為傳奇英雄的人。